# Serjania ovalifolia
Serjania ovalifolia är en kinesträdsväxtart som beskrevs av Ludwig Radlkofer. Serjania ovalifolia ingår i släktet Serjania och familjen kinesträdsväxter. Inga underarter finns listade i Catalogue of Life.